# BuzzFeed
BuzzFeed ist ein 2006 gegründetes US-amerikanisches Medienunternehmen mit Sitz in New York City. Die Website buzzfeed.com ist mit bis zu 150 Millionen Besuchern pro Monat eines der beliebtesten Medienportale im englischsprachigen Raum. Die Form des dort praktizierten Journalismus stellt eine Mischung aus Blog, Nachrichtenticker und Online-Magazin dar. Die meisten Artikel sind reich an Bildern und Videos und werden als Listicles, also in Listen geführt. Daneben betrieb die Seite mit BuzzFeed News einen Ableger, auf dem auch investigative Recherchen erschienen. Der deutsche Ableger wurde 2019 von Dirk Ippen übernommen und firmiert seither unter dem Namen Ippen Investigativ.

## Geschichte und Hintergrund
BuzzFeed wurde 2006 von Jonah Peretti (Mitbegründer der The Huffington Post) mit dem Claim The Media Company for the Social Age (deutsch: Das Medienunternehmen für das soziale Zeitalter) gegründet, wobei mit sozial die sozialen Netze im Internet gemeint sind. Trotz eigener Redaktion ist ein Großteil der Artikel User-generiert, also von registrierten Besuchern der Website geschaffen.
In seiner Anfangszeit präsentierte BuzzFeed fast ausschließlich unterhaltende, schnell konsumierbare Inhalte, die darauf ausgelegt waren, möglichst direkt in sozialen Netzwerken verbreitet (geteilt) zu werden. Typisch dafür waren Katzenvideos. Seit der Anstellung von Ben Smith als Chefredakteur im Jahr 2012 wurden Redaktion und Inhalte kontinuierlich ausgebaut. Seither deckte BuzzFeed ein breites Themenspektrum ab und positioniert sich immer stärker gegen die klassischen Zeitungsportale im Internet. Im Jahr 2014 erzielte BuzzFeed nach Angaben von Jonah Peretti erstmals einen Umsatz von über 100 Millionen Dollar mit bis zu 150 Millionen Besuchern pro Monat. Für 2015 wurde ein Umsatzziel von 250 Millionen Dollar angepeilt, erzielt wurden 170 Millionen Dollar. Gleichzeitig mit der Veröffentlichung der Zahlen für 2015 wurde das Umsatzziel von 500 Millionen Dollar im Jahr 2016 auf 250 Millionen Dollar halbiert. Aufgrund von wirtschaftlichen Schwierigkeiten trennte sich BuzzFeed im Frühjahr 2019 von rund 200 Mitarbeitern, etwa 15 Prozent der Belegschaft. Auch der Ableger BuzzFeed News war von Stellenkürzungen betroffen. Im November 2020 übernahm BuzzFeed die Huffpost. Im April 2023 wurde bekannt, dass Buzzfeed News aus finanziellen Gründen bis zum 5. Mai 2023 eingestellt wird, stattdessen soll die 2020 erworbene HuffPost als einziges Nachrichtenportal fungieren. Zusammen mit Vice wurden die Schwierigkeiten von BuzzFeed als Krise sogenannter Millennial-Medien bewertet.

## Finanzierung
Bislang war Buzzfeed mit insgesamt 450 Millionen US-Dollar Risikokapital finanziert. Unter anderem hatte im August 2014 der Risikokapital-Fonds  Andreessen Horowitz 50 Millionen US-Dollar investiert. Der Unternehmenswert von Buzzfeed wurde im Zuge des Investments auf einen Wert von 850 Millionen US-Dollar beziffert. 2017 wurde der Unternehmenswert auf 1,5 Milliarden Dollar beziffert. Größter Anteilseigner ist NBCUniversal mit 33 Prozent. Buzzfeed verzichtete komplett auf klassische Werbung auf seiner Website. Stattdessen setzte das Unternehmen auf Virales Marketing und Native Advertising. Mit letzterem konnten zahlende Kunden eigene Artikel auf Buzzfeed veröffentlichen.

## Regionale Ableger
BuzzFeed ist in Australien, Brasilien, Deutschland, Indien, Japan, Mexiko und dem Vereinigten Königreich mit einem regionalen Ableger vertreten. Der Ableger in Frankreich wurde 2018 geschlossen und der Ableger in Spanien 2019.
Der deutsche Ableger mit Sitz in Berlin wurde im Oktober 2014 gestartet. Chefredakteurin war bis Januar 2016 Juliane Leopold. Ihr folgte im April 2017 der Investigativ-Journalist Daniel Drepper, nachdem die Position zuvor über ein Jahr lang nicht besetzt worden war. Drepper wurde damit beauftragt, auch in Deutschland ein Newsteam aufzubauen, ähnlich zu dem, das bereits im englischsprachigen Raum existierte. Im August 2020 übernahm die Ippen-Gruppe den deutschen Ableger. Drepper und das Investigativ-Team wechselten im Juni 2021 zur Ippen-Gruppe. Neue Chefredakteurin wurde Sabrina Hoffmann.

## BuzzFeed News

Logo von BuzzFeed News

BuzzFeed News wurde im Dezember 2011 als eine Abteilung von BuzzFeed gegründet. Ben Smith wurde zum Chefredakteur ernannt. Im Jahr 2013 wurde Mark Schoofs von ProPublica als Leiter der investigativen Berichterstattung eingestellt. 2020 wurde Schoofs zum Chefredakteur berufen, nachdem Smith zur New York Times wechselte. BuzzFeed News ist Teil des White House Press Corps. 2022 gab Schoofs an, das Unternehmen verlassen zu wollen. Seine Aufgaben übernahm übergangsweise Samantha Henig.
Der US-amerikanische Faktenchecker Media Bias/Fact Check ordnete die politische Ausrichtung von BuzzFeed News als Mittle-Links ein, bezeichnete die Berichterstattung als „größtenteils sachlich“ und bescheinigte dem Medium eine hohe Glaubwürdigkeit. Das Medium bzw. Berichte, die bei BuzzFeed News veröffentlicht wurden, erhielten wiederholt Journalistenpreise, darunter 2016 den National Magazine Award in der Kategorie Public Interest, 2018 den George Polk Award, und 2021 den Pulitzer Prize for International Reporting für die Berichterstattung über die Umerziehungslager in Xinjiang. Laut Washington Post sicherte sich BuzzFeed News damit eine Reputation als „einer der strahlendsten Erscheinungen im Bereich der digitalen Medien.“ (engl. “one of the brightest lights of digital media”). Allerdings sei diese Reputation durch Pläne aus dem Jahr 2022, große Teile der Belegschaft zu entlassen, in Gefahr. Unter den Investoren gab es auch Forderungen, die Sparte ganz zu schließen, da sie finanziell Verluste einfahre.
Die Website erreichte im Januar 2017 eine größere Aufmerksamkeit, nachdem auf dieser von dem ehemaligen britischen Geheimdienstmitarbeiter Christopher Steele ein sogenanntes „schmutziges Dossier“ (dirty dossier) veröffentlicht wurde. Zuvor stand schon die russische Einflussnahme auf den Wahlkampf 2016 im Fokus. Für die Veröffentlichung der Anschuldigungen, die im Vorfeld nicht verifiziert wurden, übten mehrere Journalisten anderer Zeitungen Kritik an BuzzFeed News. Im Jahre 2020 war das Medium an der Veröffentlichung der FinCEN Files beteiligt.
In Deutschland existiert mit BuzzFeed News Deutschland ebenfalls ein Ableger, der ein investigatives Rechercheteam beschäftigt. 2019 wurde die deutsche BuzzFeed-News-Redakteurin Pascale Müller mit dem Nannen Preis in der Kategorie Beste Investigative Leistung ausgezeichnet. Für Aufmerksamkeit sorgte 2019 die Klage des Abtreibungsgegners Yannic Hendricks, der gegen BuzzFeed News Deutschland wegen Nennung seines Namens vorgehen wollte, jedoch vor dem Landgericht Düsseldorf damit scheiterte. Hendricks agierte zuvor anonym bzw. unter einem Decknamen. Im Zuge der Übernahme durch die Ippen-Gruppe übernahm das Rechercheteam von BuzzFeed News Deutschland die Berichterstattung für die gesamte Ippen-Gruppe unter dem Namen Ippen Investigativ.